# David Martí
David Martí (Barcelona, 1971) é um maquiador espanhol. Venceu o Oscar de melhor maquiagem e penteados na edição de 2007 por El laberinto del fauno, ao lado de Montse Ribé.